# ジェイリン・ウィリアムズ
ジェイリン・マイケル・ウィリアムズ (Jaylin Michael Williams, 2002年6月29日 - ) は、アーカンソー州フォートスミス出身のプロバスケットボール選手。NBAのオクラホマシティ・サンダーに所属している。ポジションはセンターまたはパワーフォワード。

## 経歴

### ハイスクール
地元のノースサイド高等学校に進学し、3年時には1試合平均16得点、11リバウンド、3ブロックを記録し、アーカンソー州ディビジョン1の年間最優秀選手に選出された。このシーズンには、チームをクラス6Aの州タイトルに導き、決勝戦で20得点、16リバウンドを記録し、MVPに選出された。高校最終年には1試合平均18.7得点、12.2リバウンド、2.7アシスト、2.5ブロックを記録し、アーカンソー州ゲータレード年間最優秀選手賞並びにアーカンソー州・ディビジョン1の年間最優秀選手に選出された。高校卒業後はオーバーン大学への進学も検討していたが、最終的に地元のアーカンソー大学へ入学した。

### カレッジ
1年時には1試合平均3.7得点、4.7リバウンドを記録した。2年時にはスターターに定着し、1試合平均10.9得点、9.8リバウンドを記録した。その年にはコーチ選定のオールSECファーストチーム、AP通信選定のオールSECセカンドチーム並びにSECオールディフェンシブチームに選出され、シーズン終了後、2022年のNBAドラフトにアーリーエントリーすることを表明した。

### オクラホマシティ・サンダー
2022年6月23日に行われたNBAドラフトにて2巡目全体34位でオクラホマシティ・サンダーから指名され、7月19日にサンダーとの契約に合意した。同時期に入団したジェイレン・ウィリアムズとは、同姓かつファーストネームの発音も区別が困難なため、センターのジェイリンは「J-Will」、ガードのジェイレンは「J-Dub」と呼ばれている。
2025年3月7日のポートランド・トレイルブレイザーズ戦で自身初のトリプル・ダブルとなる10得点、11リバウンド、11アシストを記録し、チームは107-89で勝利した。同月19日のフィラデルフィア・76ers戦で自身2度目のトリプル・ダブルとなる19得点、17リバウンド、11アシストを記録し、チームは133-100で勝利した。なお、サンダーの選手が複数回のトリプル・ダブルを達成したのは、ラッセル・ウェストブルック、ケビン・デュラント、ジョシュ・ギディー、シェイ・ギルジャス＝アレクサンダーに次いでフランチャイズ史上5人目であった。

## 人物
NBA史上初となるベトナム系アメリカ人の選手である。

## 個人成績

### NBA

#### レギュラーシーズン
| シーズン | チーム | GP  | GS | MPG  | FG%  | 3P%  | FT%  | RPG | APG | SPG | BPG | PPG |
| -------- | ------ | --- | -- | ---- | ---- | ---- | ---- | --- | --- | --- | --- | --- |
| 2022–23  | OKC    | 49  | 36 | 18.7 | .436 | .407 | .704 | 4.9 | 1.6 | .6  | .2  | 5.9 |
| 2023–24  | OKC    | 69  | 1  | 13.0 | .417 | .368 | .805 | 3.4 | 1.6 | .4  | .4  | 4.0 |
| 2024–25  | OKC    | 47  | 9  | 16.7 | .439 | .399 | .767 | 5.6 | 2.6 | .5  | .6  | 5.9 |
| 通算     | 通算   | 165 | 46 | 15.7 | .430 | .390 | .752 | 4.5 | 1.9 | .5  | .4  | 5.1 |

#### プレーイン
| シーズン | チーム | GP | GS | MPG  | FG%  | 3P%  | FT%  | RPG | APG | SPG | BPG | PPG |
| -------- | ------ | -- | -- | ---- | ---- | ---- | ---- | --- | --- | --- | --- | --- |
| 2023     | OKC    | 2  | 2  | 27.4 | .429 | .273 | .500 | 7.0 | 4.0 | .5  | 1.0 | 8.0 |
| 通算     | 通算   | 2  | 2  | 27.4 | .429 | .273 | .500 | 7.0 | 4.0 | .5  | 1.0 | 8.0 |

#### プレーオフ
| シーズン | チーム | GP | GS | MPG  | FG%  | 3P%  | FT%  | RPG | APG | SPG | BPG | PPG |
| -------- | ------ | -- | -- | ---- | ---- | ---- | ---- | --- | --- | --- | --- | --- |
| 2024     | OKC    | 10 | 0  | 12.7 | .485 | .409 | .750 | 3.2 | 1.5 | .4  | .3  | 4.4 |
| 2025     | OKC    | 17 | 0  | 8.3  | .429 | .360 | .545 | 1.9 | 1.0 | .5  | .1  | 2.6 |
| 通算     | 通算   | 27 | 0  | 9.9  | .456 | .383 | .600 | 2.4 | 1.2 | .4  | .2  | 3.3 |